# Clàudia Vilà i Barnés
Clàudia Vilà Barnés (Sant Martí Vell, Gironès, 13 de març de 1994) és una gimnasta catalana especialitzada en gimnàstica artística, ja retirada.
Membre del Salt Gimnàstic Club, va finalitzar en la tercera posició en la competició individual general del Campionat d'Espanya de 2010. Internacional amb la selecció espanyola, va participar en el Campionat del Món de gimnàstica artística de 2010, aconseguint el quart lloc en barra d'equilibris, i en el d'Europa de 2011. Degut a les lesions, va retirar-se de la competició el 2012, exercint posteriorment com a entrenadora de categories formació al seu club.